# Liste des gares de la Corrèze

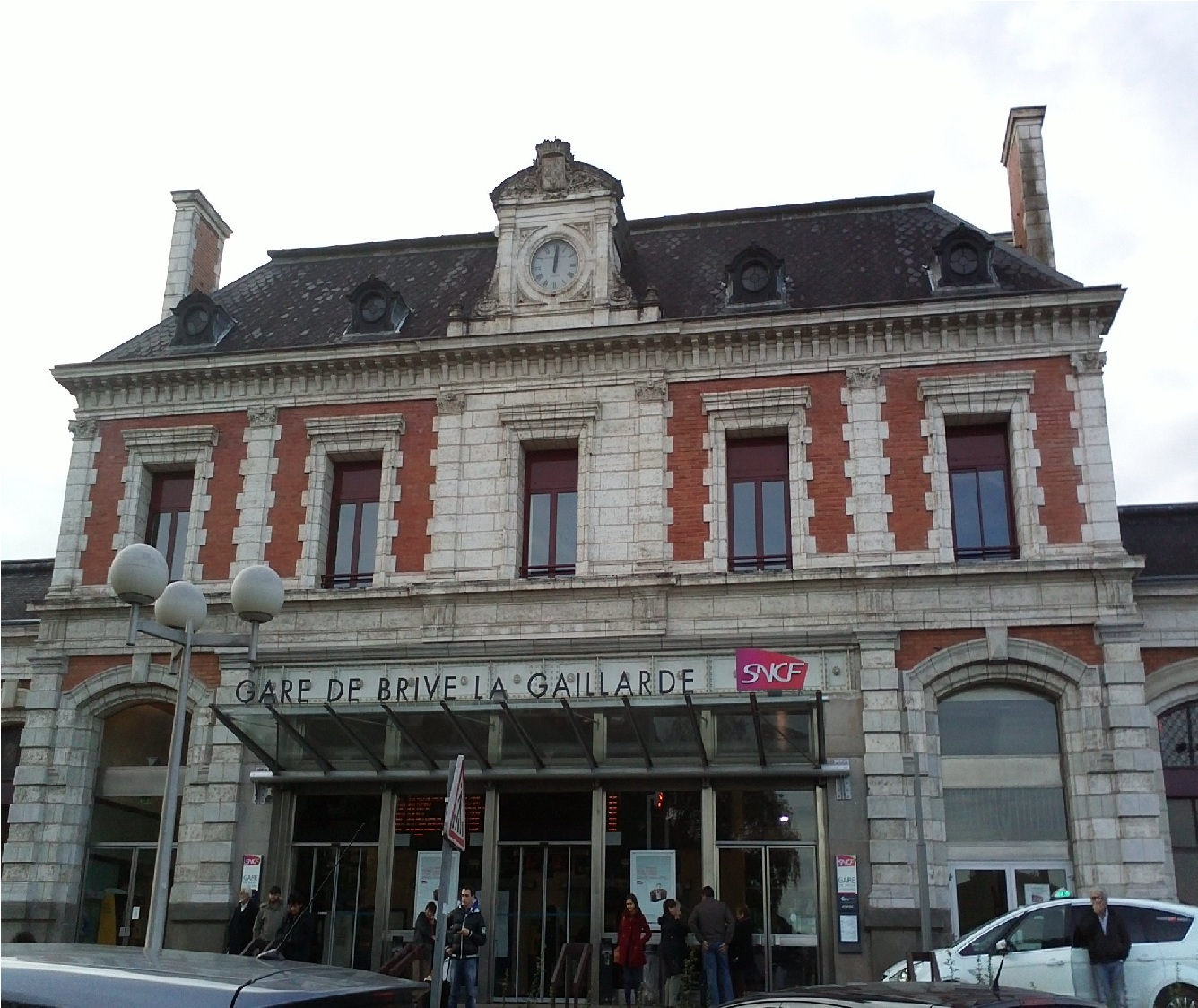
Gare de Brive-la-Gaillarde.

La liste des gares de la Corrèze, est une liste des gares ferroviaires, haltes ou arrêts, situées dans le département de la Corrèze, en région Nouvelle-Aquitaine.
Liste actuellement non exhaustive, les gares fermées sont en italique.

## Gares ferroviaires des lignes du réseau national

### Gares ouvertes au trafic voyageurs
- Gare d'Allassac
- Gare d'Aubazine - Saint-Hilaire
- Gare de Bort-les-Orgues (SNCF car TER)
- Gare de Brive-la-Gaillarde
- Gare de Bugeat
- Gare de Cornil
- Gare de Corrèze
- Gare d'Égletons
- Gare de Jassonneix
- Gare de La Rivière-de-Mansac
- Gare de Lacelle (Corrèze)
- Gare de Lubersac
- Gare de Masseret
- Gare de Meymac
- Gare de Montaignac-Saint-Hippolyte
- Gare de Pérols
- Gare de Pompadour
- Gare de Tulle
- Gare de Turenne
- Gare d'Ussel
- Gare d'Uzerche
- Gare de Vigeois.

### Gares fermées au trafic voyageurs: situées sur une ligne en service
- Gare d'Alleyrat - Chaveroche
- Gare d'Ambrugeat
- Gare de Barsanges
- Gare de Chasteaux
- Gare de Donzenac
- Gare d'Estivaux
- Gare d'Eyrein
- Gare de Gimel
- Gare de Larche
- Gare de Maussac
- Gare de Montplaisir
- Gare de Noailles
- Gare de Rosiers-d'Égletons
- Gare de Saint-Hilaire-Peyroux
- Gare de Saint-Julien-le-Vendômois
- Gare de Salon-la-Tour
- Gare de Soudeilles
- Gare d'Ussac
- Gare de Viam

### Gares fermées au trafic voyageurs: situées sur une ligne fermée
- Gare d'Aix-La Marsalouse
- Gare d'Ayen - Juillac
- Gare d'Eygurande-Merlines
- Gare de Feyt
- Gare de Saint-Pardoux-le-Vieux

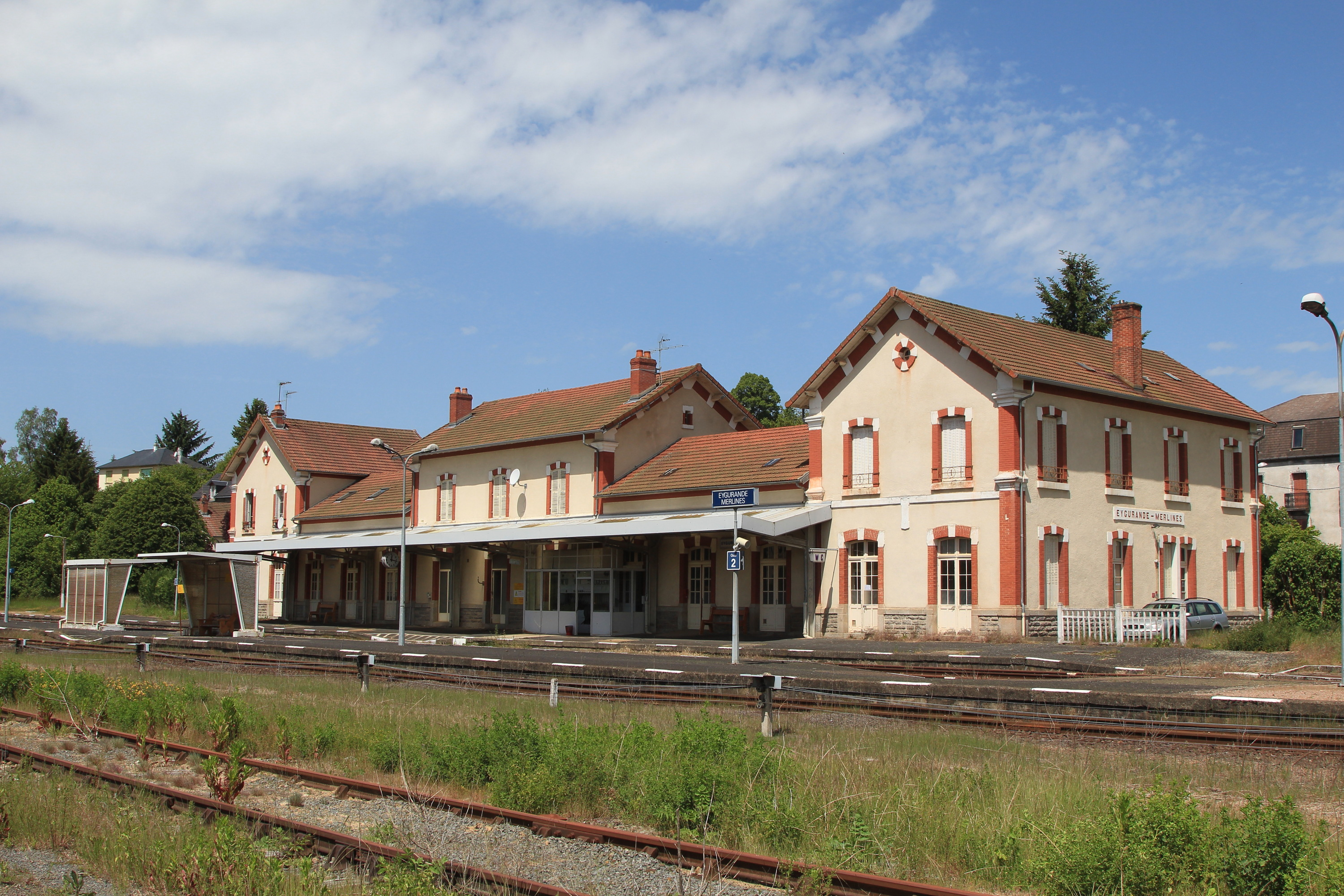
La gare d'Eygurande-Merlines.

- Gare de Savennes - Saint-Étienne-aux-Clos
- Gare de Segonzac - Saint-Robert
- Gare de Sornac - Saint-Rémy

## Voie étroite

### Gares fermées au trafic voyageurs situées sur une ligne fermée
Ces gares sont les anciennes haltes des réseaux métriques locaux (Tramways de la Corrèze, PO-Corrèze).
- Gare d'Affieux
- Gare des Andrieux - Saint-Robert
- Gare d'Argentat
- Gare d'Ayen
- Gare de Beaulieu
- Gare de Beynat
- Gare du Bosplos
- Gare du Bourret
- Gare de Brignac
- Gare de Chabrignac
- Gare de Chalaux
- Gare de Chamboulive
- Gare du Chazal
- Gare de Chirac-Bellevue
- Gare de La Choisne
- Gare de Clergoux
- Gare de Collonges
- Gare d'Espagnac
- Gare d'Espartignac
- Gare de Forgès
- Gare de Juillac
- Gare de Lafage
- Gare de Laguenne
- Gare de Lanteuil
- Gare de Lapleau
- Gare de Liginiac
- Gare de Ligneyrac
- Gare du Lonzac
- Gare de Mansac
- Gare de Marcillac-la-Croisille
- Gare de Marcillac - Lostanges
- Gare de Merciel
- Gare de Mestes
- Gare de Meyssac
- Gare du Mortier - Gumond
- Gare de Moulin Abadiol
- Gare de Moulin du Faure
- Gare du Moulin Papier
- Gare de Naves
- Gare de Neuvic-d'Ussel
- Gare de Nonards
- Gare de Pandrignes - Saint-Paul
- Gare de Perpezac-le-Blanc
- Gare du Pescher
- Gare du Planchat
- Gare du Pont-de-Peyrelevade
- Gare de Pont-du-Soulet
- Gare de Puy-d'Arnac - Tudeils
- Gare de La Roche-Canillac
- Gare de Saint-Bazile-de-Meyssac
- Gare de Saint-Bonnet-Avalouze
- Gare de Saint-Chamant
- Gare de Saint-Clément - Lagraulière
- Gare de Saint-Étienne-la-Geneste
- Gare de Saint-Hilaire-Foissac
- Gare de Saint-Hilaire-Luc
- Gare de Saint-Jal
- Gare de Saint-Julien-Maumont
- Gare de Saint-Pantaléon-Latronche
- Gare de Saint-Pardoux-la-Croisille
- Gare de Saint-Sylvain
- Gare de Sainte-Marie-Lapanouze
- Gare de Seilhac
- Gare de Sérandon
- Gare de Sérilhac
- Gare de Soursac
- Gare de Treignac
- Gare du Treuil
- Gare d'Ussel-Ville
- Gare d'Uzerche-Ville

## Les lignes ferroviaires
- Ligne de Bourges à Miécaze
- Ligne de Brive-la-Gaillarde à Toulouse-Matabiau via Capdenac
- Ligne de Busseau-sur-Creuse à Ussel
- Ligne de Coutras à Tulle
- Ligne des Aubrais - Orléans à Montauban-Ville-Bourbon
- Ligne de Nexon à Brive-la-Gaillarde

## Les anciennes compagnies ferroviaires
- Compagnie du Chemin de fer de Paris à Orléans ou P.O
- Compagnie des chemins de fer de l'État
- Tramways de la Corrèze
- PO-Corrèze